# Epidromia
Epidromia is een geslacht van vlinders van de familie spinneruilen (Erebidae), uit de onderfamilie Calpinae.

## Soorten
- E. conspersata Dognin, 1912
- E. fergusoni Solis, 1986
- E. flavilineata Hampson, 1904
- E. gargilius Schaus, 1912
- E. lienaris Hübner, 1825
- E. pannosa Guenée, 1852
- E. poaphiloides Guenée, 1852
- E. pyraliformis Walker, 1858
- E. suffusa Walker, 1858
- E. zephyritis Schaus, 1923
- E. zetophora Guenée, 1852